# Ras Ajdir
Ras Ajdir o Ras Jedir (àrab: رأس الجدير, Raʾs al-Jadīr) és un promontori de la costa mediterrània, just al punt que marca la frontera entre Tunísia i Líbia. Correspon a la governació de Médenine i delegació de Ben Guerdane. A la vora del cap hi ha la ciutat fronterera de Chibbou. La part occidental del promontori correspon a Tunísia i l'oriental a Líbia.